# Jicarero
En el centro de México se le llama jicarero al dependiente de las pulquerías, quien mezcla con jícaras el pulque antes de ser servido para que disminuya su consistencia espesa.
Un mito tradicional de las pulquerías, expendios de pulque casi extintos en México, es que el jicarero pregunte al parroquiano que para cuantas cuadras le sirve el vaso de pulque. Si le pide una o dos, lo prepara y mezcla de tal modo que el efecto al caminar sea, efectivamente, una o dos cuadras.